# 杨福五
杨福五（？—？），清朝人，是一名清朝政治人物。
杨福五曾于咸丰八年（1858年）接替周立瀛任漳州府知府一职，咸丰九年（1859年）由周立瀛接任。